# Antodynerus limbatus
Antodynerus limbatus är en stekelart som först beskrevs av Henri Saussure 1852.  Antodynerus limbatus ingår i släktet Antodynerus och familjen Eumenidae. Inga underarter finns listade i Catalogue of Life.